# Ylläs–Levi
Der Skimarathon Ylläs–Levi ist ein Skilanglaufrennen, das in klassischer Technik jährlich Anfang April im Norden Finnlands veranstaltet wird. Das Rennen wird auf einer Strecke von 70 km von Ylläsjärvi am Yllästunturi nach Levi ausgetragen. Diese beiden Orte sind eigentlich für alpinen Skisport bekannt. Die Strecke verläuft zum Teil durch den Nationalpark Pallas-Yllästunturi. Eine verkürzte und weniger steile Variante des Rennens startet in Äkäslompolo und führt über 55 km nach Levi.
Das erste offizielle Rennen fand 2016 unter Teilnahme bekannter Skilangläufer wie Pertti Teurajärvi, Oddvar Brå und Jari Isometsä statt. In den Jahren zuvor wurde Ylläs–Levi bereits als nicht öffentlicher Skimarathon von einer kleinen Gruppe von Skienthusiasten organisiert.
Von der Saison 2016/17 bis 2021/22 war das Skirennen Bestandteil der Wettkampfserie von Ski Classics und bildete deren Abschluss.
Im Jahr 2018 erreichten 603 Männer und 93 Frauen über die 70-km-Strecke das Ziel.

## Sieger und Siegerinnen des Rennens
| Jahr | Männer                                              | Frauen                                              |
| ---- | --------------------------------------------------- | --------------------------------------------------- |
| 2016 | Tuomas Myllykoski                                   | Emmi Lämsä                                          |
| 2017 | Petter Eliassen                                     | Kateřina Smutná                                     |
| 2018 | Andreas Nygaard                                     | Astrid Øyre Slind                                   |
| 2019 | Andreas Nygaard                                     | Astrid Øyre Slind                                   |
| 2020 | Wettkämpfe aufgrund der COVID-19-Pandemie abgesagt. | Wettkämpfe aufgrund der COVID-19-Pandemie abgesagt. |
| 2021 | Wettkämpfe aufgrund der COVID-19-Pandemie abgesagt. | Wettkämpfe aufgrund der COVID-19-Pandemie abgesagt. |
| 2022 | Emil Persson                                        | Britta Johansson Norgren                            |
| 2023 | Thomas Bing                                         | Kaisa Mäkäräinen                                    |
| 2024 | Isac Holmström                                      | Riitta-Liisa Roponen                                |
| 2025 | Klas Nilsson                                        | Lotta Kirvesmies                                    |